# La trampa (pel·lícula de 1966)
La trampa (títol original: The Trap) és una pel·lícula western d'aventures britànica-canadenca de 1966 dirigida per Sidney Hayers i protagonitzada per Oliver Reed i Rita Tushingham. Rodada al desert de la província canadenca de la Colúmbia Britànica, la pel·lícula és una història d'amor inusual sobre un caçador rude i una noia òrfena muda. Està doblada al català.

## Argument
Un caçador de pells pren com a dona una noia muda que no vol viure amb ell a la seva cabana remota al bosc.

## Repartiment
- Rita Tushingham com Eve
- Oliver Reed com La Bete
- Rex Sevenoaks com el comerciant
- Barbara Chilcott com muller del comerciant
- Linda Goranson com filla del comerciant

## Producció
El rodatge va tenir lloc a la tardor de 1965 als Panorama Studios de West Vancouver. Es va reprendre el 1966 a Escòcia.
La banda sonora va ser composta per Ron Goodwin i el tema principal ("Main Titles to The Trap") s'utilitza com a melodia per a la cobertura en directe de la BBC de la Marató de Londres, interpretada per l' Orquestra Simfònica de Bournemouth.

## Estrena
La pel·lícula es va estrenar a l' Odeon de Kensington, Londres, el 15 de setembre de 1966, juntament amb The Pad (and How to Use It) (1966). Es va estrenar oficial més tard al vespre al Leicester Square Theatre.

## Recepció crítica
El Monthly Film Bulletin va escriure: "La saga primitiva dels boscos pioners, una història senzilla simplement explicada. I aquí és on cau la pel·lícula: gent senzilla els colons canadencs poden haver estat, però el guió els fa crus per començar. Oliver Reed i Rita Tushingham (no requereix parlar) lluiten per fer que els seus personatges siguin més que retallables de cartró, i algunes de les seves escenes juntes a la cabana de troncs tenen un cert encant, però en la seva majoria el guió els obliga a fer poc més que registrar una expressió adequada. Tot i així, hi ha una compensació en la bona fotografia d'ubicacions de Robert Krasker (tacada només per la neu de l'estudi i alguns plans de procés molt evidents) i en una seqüència d'acció excel·lentment escenificada quan el caçador és caçat per una manada de llops".
Leslie Halliwell va dir: "Melodrama primitiu a l'aire lliure amb bones seqüències d'acció; ben fet però poc entranyable".
The Radio Times Guide to Films va donar a la pel·lícula 4/5 estrelles, escrivint: "Fet a l'altura dels Swinging Sixties, aquest drama sorprenentment commovedor va suposar un canvi de ritme per a les estrelles Oliver Reed i Rita Tushingham. Ambientat al Canadà a la dècada de 1880., ressegueix la relació del caçador de pells Reed i la muda Tushingham, que compra en una subhasta de mullers. Actuant gairebé només amb els seus enormes ulls, Tushingham ofereix una actuació realment impactant i, a mesura que la impaciència es converteix en comprensió i, finalment, en afecte. Reed també demostra un costat suau que rarament ens permet veure el director Sidney Hayers fa que les seves aventures siguin creïbles.